# Jan I. z La Marche
Jan Bourbonský (francouzsky Jean Ier de Bourbon-La Marche, 1344 – 11. června 1393, Vendôme) byl hrabě z La Marche, Vendôme a Castres a francouzský pair z dynastie Bourbonů. Zúčastnil se bitev Stoleté války a přestavěl hrady Vendôme a Lavardin.

## Životopis
Narodil se jako druhorozený syn Jakuba I., hraběte z La Marche, a Jany ze Châtillonu. Jako mladý bojoval spolu s otcem a strýcem, vévodou Petrem Bourbonským, v bitvě u Poitiers, v níž strýc padl a Jan s otcem Jakubem byli zajati a odvezeni do Anglie, kde byli drženi až do podepsání míru v Brétigny v roce 1360. Po smrti otce v bitvě u Brignais v roce 1362 a vzápětí i staršího bratra – na následky zranění utrženého v bitvě – získal titul hraběte z La Marche.
Aktivně se účastnil stoleté války a stal se guvernérem v Limousin poté, co ho pomohl dobýt zpět z rukou Angličanů. Později se připojil k Bertrandovi du Guesclin v jeho tažení do Kastilie roku 1366. V roce 1374 zemřel jeho švagr Bouchard VII. z Vendôme a Jan se tak přes svoji manželku Kateřinu stal i hrabětem z Vendôme a Castres.
Jan se zúčastnil také tažení krále Karla VI. do Flander v roce 1382, které vyvrcholilo bitvou u Roosebeke, a v roce 1392 bojoval v Bretani. Zemřel o rok později a byl pohřben v kostele sv. Jiří ve Vendôme.